# 江苏财会职业学院

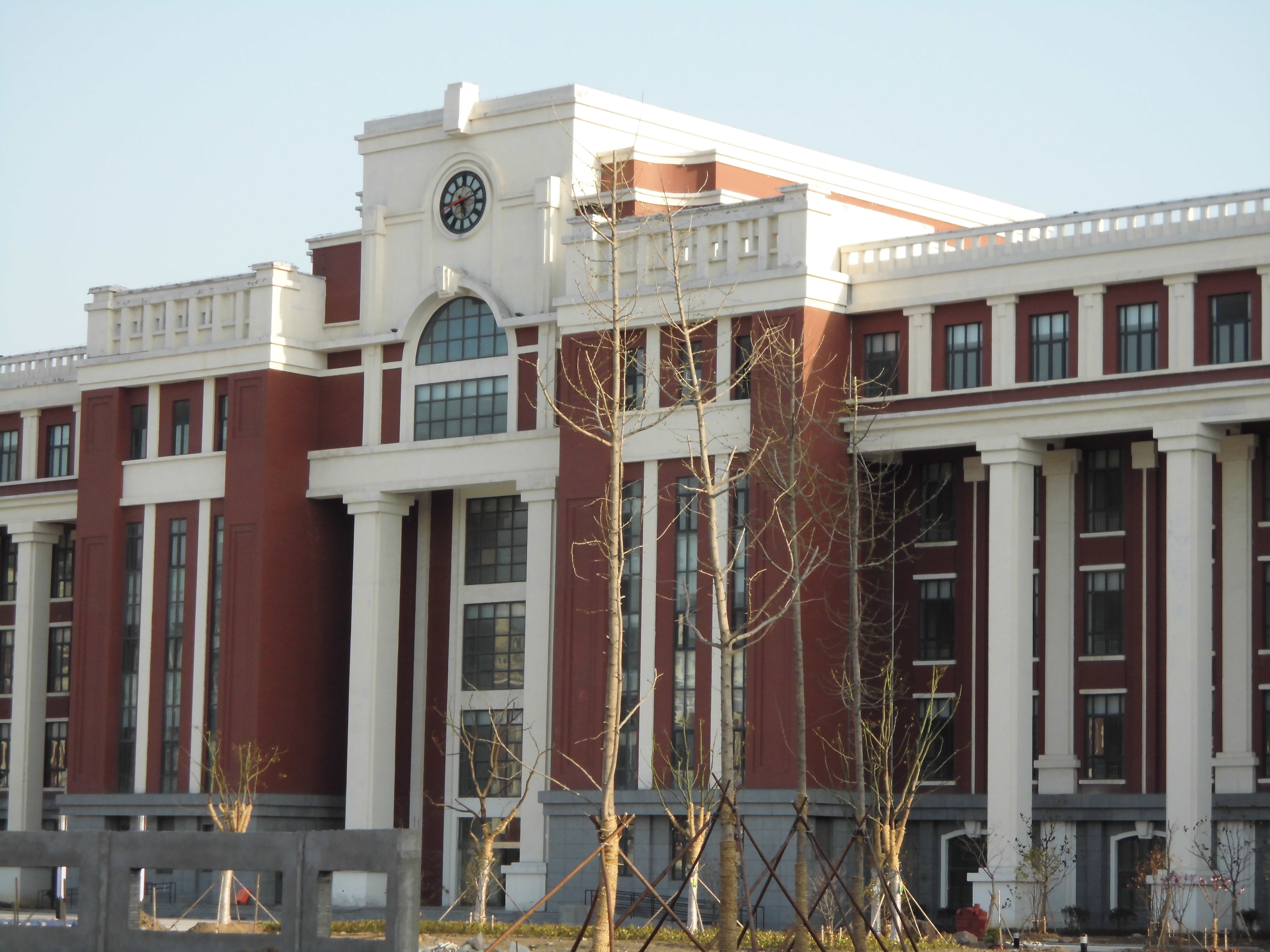
江苏财会职业学院

江苏财会职业学院是一所全日制的普通高等院校，隶属于江苏省财政厅。曾名为“连云港财经高等职业技术学校”，后于2015年改名为“江苏财会职业学院”。该校位于连云港市新海新区春晖路，紧邻716研究所、南京医科大学康达学院和连云港师范高等专科学校。

## 机构设置
学校共设置五系（会计系、财金系、信息系、经贸系、公共管理系）二部（思政部、基础部），共有教职工261人。

## 争议
2022年7月，该校获批与南京审计大学进行审计学“4+0”联合培养项目，即学生在江苏财会职业学院学习4年，双方联合培养，符合毕业条件者颁发南京审计大学全日制本科文凭，符合学士学位授予条件的，由南京审计大学授予学士学位。此举引发南京审计大学学生不满，认为江苏财会职业学院学生以远低于普通高等院校招生考试的录取分数，且审计学为南京审计大学王牌专业，却获得相同的学位证书与毕业证，会降低学校以及学位证的含金量，称此举为“本降专”。同时，南京审计大学学生认为联合培养的文凭至少应注明“联合培养”字样，以示区别。事后，南京审计大学与江苏财会职业学院均不做回应。